# 767
| [ Edytuj tabelę ]          |                                                        |
| Król Asturii               | - 757 Fruela I 768                                     |
| Cesarz Bizancjum           | - 741 Konstantyn V Kopronim 775                        |
| Chan Bułgarii              | - 766 Toktu 767 - 767 Pagan 768                        |
| Cesarz Chin                | - 762 Tang Daizong 779                                 |
| Król Essexu                | - 758 Sigeric 798                                      |
| Król Franków               | - 751 Pepin Krótki 768                                 |
| Cesarz Japonii             | - 764 Shōtoku 770                                      |
| Kalif                      | - 754 Al-Mansur 775                                    |
| Patriarcha Konstantynopola | - 766 Nicetas I 780                                    |
| Król Longobardów           | - 757 Dezyderiusz 774                                  |
| Król Mercji                | - 757 Offa 796                                         |
| Król Nortumbrii            | - 765 Alhred 774                                       |
| Papież                     | - 757 Paweł I 767 - 767 Konstantyn II (antypapież) 768 |
| Doża Wenecji               | - 764 Maurizio Galbaio 787                             |
| Król Wessexu               | - 757 Cynewulf 786                                     |

Rok 767 / DCCLXVII
stulecia: VII wiek ~
VIII wiek ~
IX wiek

lata: 757 «
762 «
763 «
764 «
765 «
766 «
767
» 768
» 769
» 770
» 771
» 772
» 777

## Wydarzenia
- kalif Al-Mansur nakazał zamknąć kanał stanowiący połączenie Nilu z Morzem Czerwonym, by odciąć zbuntowanym miastom Al-Hidżazu zaopatrzenie w zboże.
- w Bułgarii rozpoczął panowanie chan Pagan
- antypapieżem został Konstantyn

## Urodzili się
- Saichō, zw. również Dengyō Daishi (Wielki Nauczyciel Buddyzmu Przekazujący Naukę – honorowy tytuł nadany mu po śmierci) – założyciel szkoły tendai w Japonii
- Asz-Szafi’i, tradycyjnie uważany za założyciela jednego z mazhabów sunnickich, szafi’itów, twórca wiedzy o źródłach poznania prawa muzułmańskiego

## Zmarli
- Paweł I, święty Kościoła katolickiego, papież
- Waifer, książę Akwitanii, być może ojciec swojego następcy, Hunalda II
- Abu Hanifa, muzułmański teolog i prawnik, eponimiczny twórca hanafickiej szkoły prawa